# Money (film, 2019)
Pour les articles homonymes, voir Money.
Pour plus de détails, voir Fiche technique et Distribution.
Money (hangeul : 돈 ; RR : Don ; litt. « Argent ») est un film dramatique sud-coréen écrit et réalisé par Park Noo-ri et sorti en 2019 en Corée du Sud.
Il totalise près de 3 millions d'entrées au box-office sud-coréen de 2019.

## Synopsis
Il-hyeon (Ryu Jun-yeol) commence à travailler en tant que courtier en valeurs mobilières et rêve de gagner beaucoup d'argent, mais être un novice sans les bons contacts dans ce monde difficile lui rend la tâche ardue. Il est approché par un escroc boursier surnommé le « Guichetier » (Yu Ji-tae) qui lui demande son aide dans une arnaque. Il-hyeon se laisse alors tenter.
Cependant, Han Ji-cheol (Jo Woo-jin), qui travaille pour le service de surveillance financière, traque le « Guichetier » depuis longtemps et commence à soupçonner Il-hyeon.

## Fiche technique
- Titre original : 돈
- Titre international : Money
- Réalisation : Park Noo-ri[1],[2],[3]
- Montage : Kim Jae-bum et Kim Sang-bum
- Production : Park Min-jeong
- Société de production : Sanai Pictures et Moonlight Film
- Société de distribution : Showbox
- Pays d'origine :  Corée du Sud
- Langue originale : coréen
- Format : couleur
- Genre : drame
- Durée : 115 minutes
- Date de sortie :
  - Corée du Sud : 20 mars 2019

## Distribution
- Ryu Jun-yeol : Jo Il-hyeon
- Yu Ji-tae : le « Guichetier »
- Jo Woo-jin : Han Ji-cheol
- Kim Jae-young : Jun Woo-seong
- Won Jin-ah : Park Si-eun
- Daniel Henney (caméo)